# Scuola di San Giuseppe
La scuola di San Giuseppe è un edificio di origine medievale che si affaccia sulla "Strà maggiore" (ora via Dante Alighieri) a Padova. Era sino al 1810 utilizzato per scopi religiosi, sede della fraglia (confraternita) "di San Giuseppe" o "di San Gioseffo" ovvero "dei marangoni", i falegnami della città.

## Storia
Non si hanno chiare informazioni sulla nascita della confraternita di san Giuseppe. Forse la vicinanza con lo "spedale" di San Paolo favorì la fondazione di una fraglia dai fini caritativi che in seguito - chiuso l'ospedale - si riservò ai soli artigiani del legno, i "marangoni". Trovò sede accanto alla chiesa di San Paolo, di fronte al palazzo dei Cittadella che nel 1492 versarono alla confraternita ingenti somme per il restauro della scuola.
Con l'abolizione delle confraternite in età napoleonica la scuola passò al demanio. Venduta poi a privati finì suddivisa in abitazioni e negozi che vi insistono ancora oggi.
Secondo un'antica tradizione sul luogo della scuola di San Giuseppe nacque nel I secolo il prefetto del pretorio Lucio Arrunzio Stella.

## Descrizione
Oggi dell'antica scuola sopravvive la struttura porticata. Le alterazioni ottocentesche hanno stravolto l'originale impianto: al pian terreno stava la chiesa confraternale con altare decorato da una pala di Giulio Cirello La Vergine e san Giuseppe; sopra si apriva il "capitolo di fraglia" (sala capitolare), ampia sala decorata da affreschi con storie della Vergine e di san Giuseppe dalla cerchia di Francesco Squarcione. Anche l'altare era decorato da dipinti sullo stile dei maestri padovani del XV secolo.